# Krisha Kops
Krisha Kops (* 10. Januar 1986 in München) ist ein deutscher Schriftsteller. 

## Leben
Der Vater von Krisha Kops stammt aus Indien, seine Mutter aus Bad Pyrmont. Kops wuchs zunächst überwiegend in Deutschland, teils in Indien auf. In München besuchte er das St.-Anna-Gymnasium München, an dem er 2006 sein Abitur ablegte. Wegen der häufigen Abwesenheit seines Vaters lebte er mit seiner Mutter in bescheidenen sozialen Verhältnissen und verdiente sich als Model Geld für sein Studium. Er studierte von 2008 bis 2012 an der Birkbeck, University of London und University of Westminster Philosophie (Bachelor) und internationalen Journalismus (Master). 2020 promovierte er an der Universität Hildesheim in interkultureller Philosophie. Seine Dissertation beschäftigte sich mit den modernen philosophischen Rezeptionen der Bhagavad Gita in Deutschland und Indien.

## Werk
In seiner Dozententätigkeit, seinen Artikeln, Vorträgen und Workshops konzentriert sich Kops auf interkulturelle und postkoloniale Philosophie sowie die Globale Gerechtigkeit und philosophische Praxis. Zwischenzeitlich betätigte er sich auch als Poetry-Slammer. 2022 erschien sein Debütroman „Das ewige Rauschen“, in dem er die Geschichte seiner Familie mit Fiktion und der indischen Mythologie mischt. Kops war Geschäftsführer der gemeinnützigen Organisation WirHelfen.eu, einem Nachbarschaftsverein.

## Auszeichnungen (Auswahl)
- Bayerischer Kunstförderpreis (Literatur) 2022  für Das ewige Rauschen
- Arbeitsstipendium des Freistaats Bayern für Schriftstellerinnen und Schriftsteller 2022
- Nominierung Puchheimer Lesepreis 2022 für Das ewige Rauschen[3]

- Haidhauser Werkstattpreis 2020  für Das ewige Rauschen
- Teilnahme an der Autorenwerkstatt Prosa 2020 des Literarischen Colloquiums Berlin mit Das ewige Rauschen
- Deutsche Poetry-Slam-Meisterschaft U20-Wettbewerb-Sieger 2005

## Werke
Eigenständige Veröffentlichungen
- Das ewige Rauschen. Arche Verlag, Zürich 2022, ISBN 978-3-7160-2808-7.
- Bhagavadgītā – Philosophische Interpretationen im 20. Jahrhundert: Eine interkulturelle Verflechtungsgeschichte. Karl Alber Verlag, Freiburg 2021, ISBN 978-3-495-49186-7.

Beiträge in Anthologien und Literaturzeitschriften (Auswahl)
- Das Papageienbuch. Liebesgeschichten und Fabeln aus dem alten Indien (Vorwort), Berlin 2023, ISBN 978-3-8477-0467-6.
- Das Selfie als (philosophische) Frage? Phänomenologische Annäherungen an den Frageakt des Selfies, in: Steimer, Kristina (Hrsg.) u. a.: Das Selbst im Blick. Interdisziplinäre Perspektiven zur Selfie-Forschung, Baden-Baden 2023, ISBN 978-3-8487-8550-6.
- Weniger “Mehr” – Qualitative Freiheitskonzepte für eine Wirtschaft von morgen, in: Akademie 3 (Hrsg.), Wirtschaft neu denken, Daun 2023, ISBN 978-3-948206-12-3.
- Fastunbefleckteempfängniswind. In: Sprache im Technischen Zeitalter. 237, Göttingen 2021, ISBN 978-3-412-52150-9.
- Kaivalya oder Freiheit in Isolation. In: Peter Czoik (Hrsg.): Dekameron 21.0 – Zehn Schlaglichter auf die Krise. Würzburg 2021, ISBN 978-3-8260-7295-6.
- „My Sweet Lord“ (George Harrison) – Die Bhagavadgītā in der Gegenkultur der 68er. In: Peter Czoik, Nastasja Dresler (Hrsg.): 50 Jahre ʽ68 – “Blumenkinder” und “Revoluzzer” in Kunst, Literatur und Medien des 20. Jahrhunderts. Würzburg 2020, ISBN 978-3-8260-6798-3.
- Knowledge Beyond Science – Gita & Karl Jaspers. In: The Best of Speaking Tree – Perception, Reflection & Life Lessons. Delhi 2017, ISBN 978-93-86206-16-9.